# Jérôme Fourquet

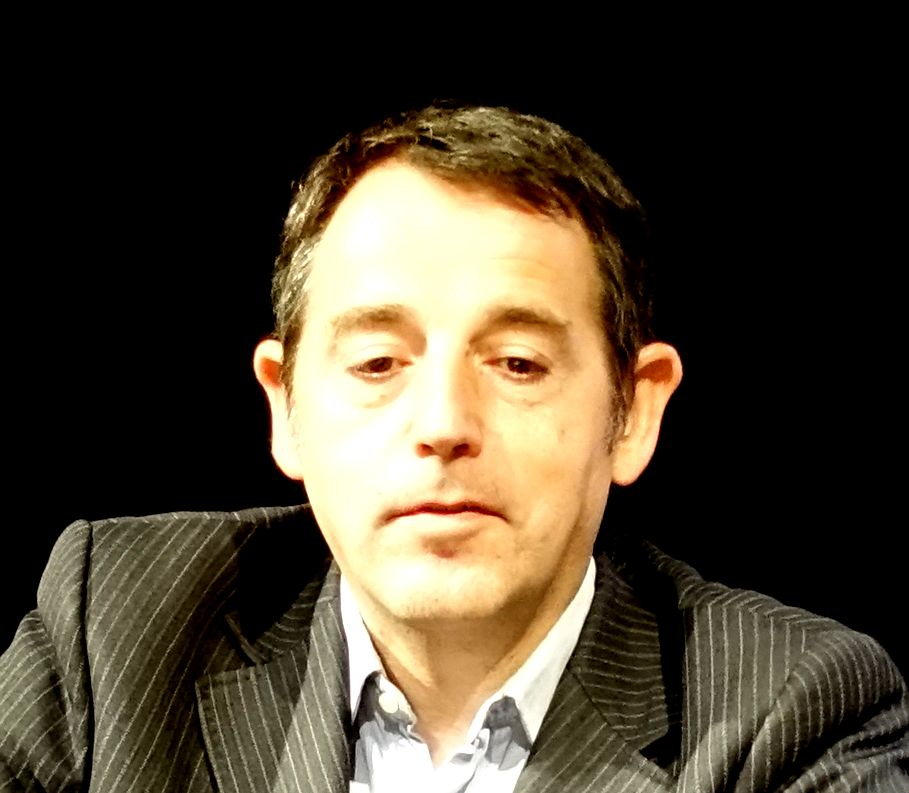
Jérôme Fourquet (2019)

Jérôme Fourquet (geboren 8. Februar 1973 in Le Mans, Frankreich) ist ein französischer Politikwissenschaftler. Seit 2011 ist er Direktor der Abteilung für Meinungsbildung und Unternehmensstrategien des französischen Meinungsforschungsunternehmens IFOP. Seine Arbeit konzentriert sich insbesondere auf die Partei „Rassemblement National“ (bis Juni 2018 Front National) und, allgemeiner gesagt, auf politische Einstellungen und Verhaltensweisen in Bezug auf Religionen, Einwanderung und Identitätsfragen. Jérôme Fourquet gilt auch als Experte für Wahlgeographie.

## Leben
Jérôme Fourquet wurde am 8. Februar 1973 in Le Mans geboren. Väterlicherseits befindet sich die Familienwiege im Département Pyrénées-Orientales an der Grenze zu Spanien, mütterlicherseits im nordwestlichen Département Sarthe. Sein Großvater väterlicherseits war als Steuerbeamter in Le Mans tätig. Seine Eltern sind Chemielehrer und Bibliothekarin.
Fourquet absolvierte das Institut d’études politiques de Rennes (1994) und ist außerdem Träger des Diplôme d’études approfondies in Wahlgeographie (Universität Paris VIII – 1995).
Er lebt in einer zivilrechtlichen Partnerschaft mit einer Partnerin, die im Marketing einer Versicherungsgesellschaft tätig ist. Sie haben zwei Kinder.
Jérôme Fourquet hat sein gesamtes bisheriges Berufsleben damit verbracht, für Meinungsforschungsinstitute und als Autor zu arbeiten.
Er begann 1996 als wissenschaftlicher Mitarbeiter am IFOP und arbeitete von 1998 bis 2003 als Forschungsdirektor am Markt- und Meinungsforschungsinstitut „CSA Consumer Science & Analytics“. Im Jahr 2004 kehrte er als Forschungsdirektor in der Abteilung Meinungs- und Unternehmensstrategien zum IFOP zurück. Danach übernahm er sukzessive die Funktionen des stellvertretenden Direktors und ab 2011 die des Direktors der Abteilung.
Er arbeitet häufig mit der „Fondation Jean-Jaurès“ zusammen, die der Sozialistischen Partei nahesteht.

### Medienauftritte
Jérôme Fourquet erscheint regelmäßig in den französischen Medien, insbesondere in der Sendung „C dans l’air“ auf France 5, und arbeitet mit Le Figaro, L’Opinion, Slate.fr, Huffingtonpost.fr und Atlantico.fr zusammen.

### Positionen
In seinem Anfang 2019 erschienenen Bestseller „L’Archipel français: Naissance d’une nation multiple et divisée“ („Der französische Archipel: Geburt einer multiplen und gespaltenen Nation“) entwirft Fourquet ein düsteres Bild von Frankreichs Gegenwart und Zukunft als multiethnischem und multireligiösem Land. Seit rund sechs Jahrzehnten seien Fliehkräfte am Werk, die die alte Republik in unzählige Gruppen mit vielfältigen Identitäten und Interessen zerlegt haben. Frankreich stehe seit langem in einem grundlegenden Wandel, der seine Identität verändere: Die Macht der katholischen Kirche schwinde, Migration verändere das Land. Der Wandel werde erkennbar daran, dass französische Mädchen heute nur noch selten Marie heißen und Mohammed zu den beliebtesten Vornamen gehöre. Der gesellschaftliche Zustand des Landes biete das Bild einer „kleinteilig zersprengten Inselgruppe“, eines „Archipels“, wo jede ethnische und religiöse Gruppe sich auf sich selbst zurückziehe, eine Ansammlung von Partikularinteressen, ohne ein gemeinsames nationales Gesamtinteresse mehr auszubilden. Parallelgesellschaften seien entstanden, die kaum Gemeinsamkeiten entwickelten. Indizien dafür seien, dass es Cafés in Frankreich gibt, in die sich keine Frau mehr traut, aber auch, dass Kollegen ihren Kolleginnen den Handschlag verweigern. Alles Phänomene, die den Alltag durchziehen. Schuld daran sei der schnelle Niedergang des Christentums und das gleichzeitige Ableben des Kommunismus, behauptet Fourquet. Die Masseneinwanderung habe  erheblich zum Auseinanderdriften Frankreichs beigetragen, gepaart mit einer galoppierenden Individualisierung. Junge Franzosen, die Ali, Kamil oder Youssef heißen, müssten jedoch keine per se schlechten Patrioten sein. Fourquet ermittelte bei seinen Vornamenstudien, dass zehn Prozent der im Krieg in Afghanistan seit 2001 gefallenen französischen Soldaten arabische Vornamen hatten.

## Schriften

### Als Autor
Jérôme Fourquet hat zahlreiche Bücher veröffentlicht, insbesondere mit der Stiftung Jean-Jaurès und der Stiftung für politische Innovation:
- Dette publique, inquiétude publique, Fondation pour l’innovation politique, Paris 2010,  ISBN 978-2-917613-52-8.
- mit Jerôme Cahuzac und Joachim Poss: Crise de l'euro, crise de l'Europe? Regards franco-allemands, Fondation Jean Jaurès, Paris 2011, ISBN 978-2-36244-020-5 und Friedrich-Ebert-Stiftung, Bonn 2011.
- mit Alain Mergier: Le point de rupture: enquêtes sur les ressorts du vote en milieux populaires, Fondation Jean Jaurès, Paris 2011, ISBN 978-2-36244-024-3.
- mit  Laure Bonneval und Fabienne Gomant: Portrait des classes moyennes, Fondation pour l’innovation politique, Paris 2011, ISBN 978-2-36408-016-4.
- Le sens des cartes: analyse sur la géographie des votes à la présidentielle, Fondation Jean Jaurès, Paris 2012, ISBN 978-2-36244-048-9.
- mit Hervé Le Bras: La religion dévoilée - Nouvelle géographie du catholicisme, Fondation Jean Jaurès, Paris 2014, ISBN 978-2-36244-070-0.
- Européennes 2014 (1): La gauche en miettes, Fondation pour l’innovation politique, Paris 2014, ISBN 978-2-36408-060-7.
- Européennes 2014 (2): poussée du FN, recul de l’UMP et vote breton, Fondation pour l’innovation politique, Paris 2014, ISBN 978-2-36408-061-4.
- mit Nicolas Lebourg und Sylvain Manternach: Perpignan: une ville avant le Front national, Fondation Jean Jaurès, Paris 2014, ISBN 978-2-36244-078-6.
- mit Alain Mergier: Le catalyseur, Fondation Jean Jaurès, Paris 2015, ISBN 978-2-36244-079-3.
- mit Sylvain Manternach, Départementales de mars 2015 (1): le contexte, Fondation pour l’innovation politique, Paris 2015, ISBN 978-2-36408-086-7.
- mit Sylvain Manternach, Départementales de mars 2015 (2): le premier tour, Fondation pour l’innovation politique, Paris 2015,  ISBN 978-2-36408-087-4.
- mit Sylvain Manternach, Départementales de mars 2015 (3): le second tour, Fondation pour l’innovation politique, Paris 2015,  ISBN 978-2-36408-088-1
- mit Alain Mergier, 2015, année terroriste. Fondation Jean Jaurès, Paris 2016, ISBN 978-2-36244-092-2.
- mit Sylvain Manternach, L’an prochain à Jérusalem ? Les juifs de France face à l’antisémitisme, Fondation Jaurès und Éditions de l’Aube, Paris 2016, ISBN 978-2-8159-1366-9.
- mit Sylvain Manternach, Régionales (1): vote FN et attentats, März 2016, ISBN 978-2-36408-098-0.
- mit Sylvain Manternach, Régionales (2): les partis, contestés mais pas concurrencés, März 2016, ISBN 978-2-36408-099-7.
- Accueil ou submersion? Regards européens sur la crise des migrants, éditions de l’Aube, La Tour-d'Aigue 2016, ISBN 978-2-8159-2025-4.
- mit Eddy Fougier, Le Front national en campagnes. Les agriculteurs et le vote FN, Fondation pour l’innovation politique, 2016, ISBN 978-2-36408-113-0.
- mit Hervé Le Bras, La guerre des trois. La primaire de la droite et du centre, Fondation Jean Jaurès, Paris 2017, ISBN 978-2-36244-107-3.
- mit Nicolas Lebourg, La nouvelle guerre d’Algérie n’aura pas lieu, Fondation Jean Jaurès, Paris 2017, ISBN 978-2-36244-106-6.
- mit Sylvain Manternach, Calais: miroir français de la crise migratoire européenne (1), Fondation pour l’innovation politique, Paris 2017, ISBN 978-2-36408-127-7.
- La nouvelle question corse, éditions de l’Aube, La Tour-d'Aige 2017, ISBN 978-2-8159-2335-4.
- mit Hervé Le Bras, Le puzzle français. Un nouveau partage politique, Fondation Jean Jaurès, Paris 2017, ISBN 978-2-36244-112-7.
- À la droite de Dieu, Editions du Cerf, Paris 2018, ISBN 978-2-204-12713-4.
- Le nouveau clivage, Editions du Cerf, Paris 2018, ISBN 978-2-204-12712-7.
- mit Sylvain Manternach, Les «gilets jaunes»: révélateur fluorescent des fractures françaises, Fondation Jean Jaurès, Paris 2018.
- (Prix du livre politique 2019), L’Archipel français: Naissance d’une nation multiple et divisée, Éditions du Seuil, Paris 2019, ISBN 978-2-02-140602-3.
- mit Marie Gariazzo, Gaspard Jaboulay, François Kraus, Sarah Wolber, En immersion : enquête sur une société confinée, 2020, ISBN 978-2-02-146737-6.

### In Herausgeberschaft
- Karim vote à gauche et son voisin vote FN. Sociologie électorale de l’immigration., Fondation Jaurès und Éditions de l’Aube, La Tour d’Aigues 2015, ISBN 978-2-8159-1273-0.